# Институт Лемкина
Институт Лемкина, полное название — Институт Лемкина для предотвращения геноцида (англ.  Lemkin Institute for Genocide Prevention), американская неправительственная организация, специализирующаяся в области изучения, предупреждения и предотвращения этнических чисток и геноцидов. На доклады организации ссылаются крупнейшие мировые СМИ, такие как «Reuters»,«Guardian»,«The New York Times», «Foreign Policy». Отчеты «института Лемкина» в своих работах используют профильные ученые и научные центры: Стокгольмский центр восточноевропейских исследований;первый прокурор Международного уголовного суда Луис Морено Окампо; ученые и научные сотрудники университета Лондона, Бостона, Лидса, института Гейтстоун.
В декабре 2023 года, ученые Калифорнийского университета, вместе с учеными Юридической школы Калифорнийского университета, совместно с представителями Оксфорда, при поддержке историков и исследователей геноцида, написали открытое коллективное «Письмо президенту Байдену о Нагорном Карабахе-Арцахе». Помимо ученых под письмом подписалось 95 известных американских политиков и сенаторов. В письме подписанты в числе прочего ссылались как на авторитетное мнение и на доклад Института Лемкина.

## Название

Рафаэль Лемкин

Институт назван в честь Рафаэля Лемкина (1900—1959), польского юриста еврейско-украинского происхождения, создателя правового учения о геноциде и правовых основах наказаний за это преступление.
Семья Лемкиных отвергла связь с институтом. В интервью Algemeiner Journal родственник Рафаэля Лемкина, Джозеф Лемкин, заявил, что не знал о существовании института, пока ему о нём не сообщили журналисты, и что он был крайне возмущен тем, что имя его покойного родственника используется «для продвижения антиизраильской повестки». Согласно сообщению журнала, семья Лемкиных рассматривает различные действия, включая публикацию совместного публичного заявления или письма с требованием о прекращении противоправных действий, чтобы заставить организацию прекратить использование имени Лемкина.

## История
«Институт Лемкина по предотвращению геноцида» был основан в 2021 году. Заявленной целью учреждения является: изучение, предупреждение и предотвращение этнических чисток и геноцидов. Соосновательницами Института являются Элиза фон Джоден-Форджи (Elisa von Joeden-Forgey), профессор Кин колледжа, и университета Стоктон, и Ирене Виктория Массимино (Irene Victoria Massimino), профессор международного права, выпускница университета Индианы. Институт вырос из Иракского проекта по предотвращению геноцидов и ответственности за них, который был запущен в 2017 году. Проект по предотвращению и документированию геноцида в Ираке (Iraq Project for Genocide Prevention and Accountability) был основан после поездок будущих учредителей «Института Лемкина» в Северный Ираке, где они воочию наблюдали последствия геноцида религиозных и этнических меньшинств, осуществлённого «Исламским государством». В ноябре 2024 года Массимино сообщила, что покинула организацию.
«Институт Лемкина» тесно сотрудничает с рядом университетов в сфере обучения и исследований. Так «Техасский университет в Остине» предлагает с своим студентам, выпускникам, специалистам и преподавателям пройти стажировку в «Институте Лемкина». Также стажировку в «Институте Лемкина» проходят студенты кафедры исследований Холокоста и геноцида американского колледжа Кина
Кроме этого «Институт Лемкина» сотрудничает с «Еврейским университетом Иерусалима», «Центром современной истории Лейбница в Потсдаме», «варшавским Институтом Плисецкого» и «Университет Новой Европы» (The University of New Europe). Так совместно с ними весной 2024 года был организован семинар и конференция на тему «Военные преступления в конфликтах на пост-советском пространстве»

## Деятельность

### Определение геноцида
В своей работе Институт Лемкина опирается на принятую ООН Конвенцию о предупреждении преступления геноцида и наказании за него, и использует собственную методику для идентификации угроз или фактов геноцида. Геноцид рассматривается как организованное и типичное (то есть следующее определённым узнаваемым паттернам) уничтожение групп людей. Эти паттерны должны быть выявлены и идентифицированы.
Особое внимание уделяется методам идентификации гендерных аспектов геноцида, таких как выборочное уничтожение мужчин или женщин, или массовые изнасилования. Институт разрабатывает методы ранней идентификации назревающего организованного насилия против определённых групп, когда ещё возможны эффективные действия по его предотвращению.

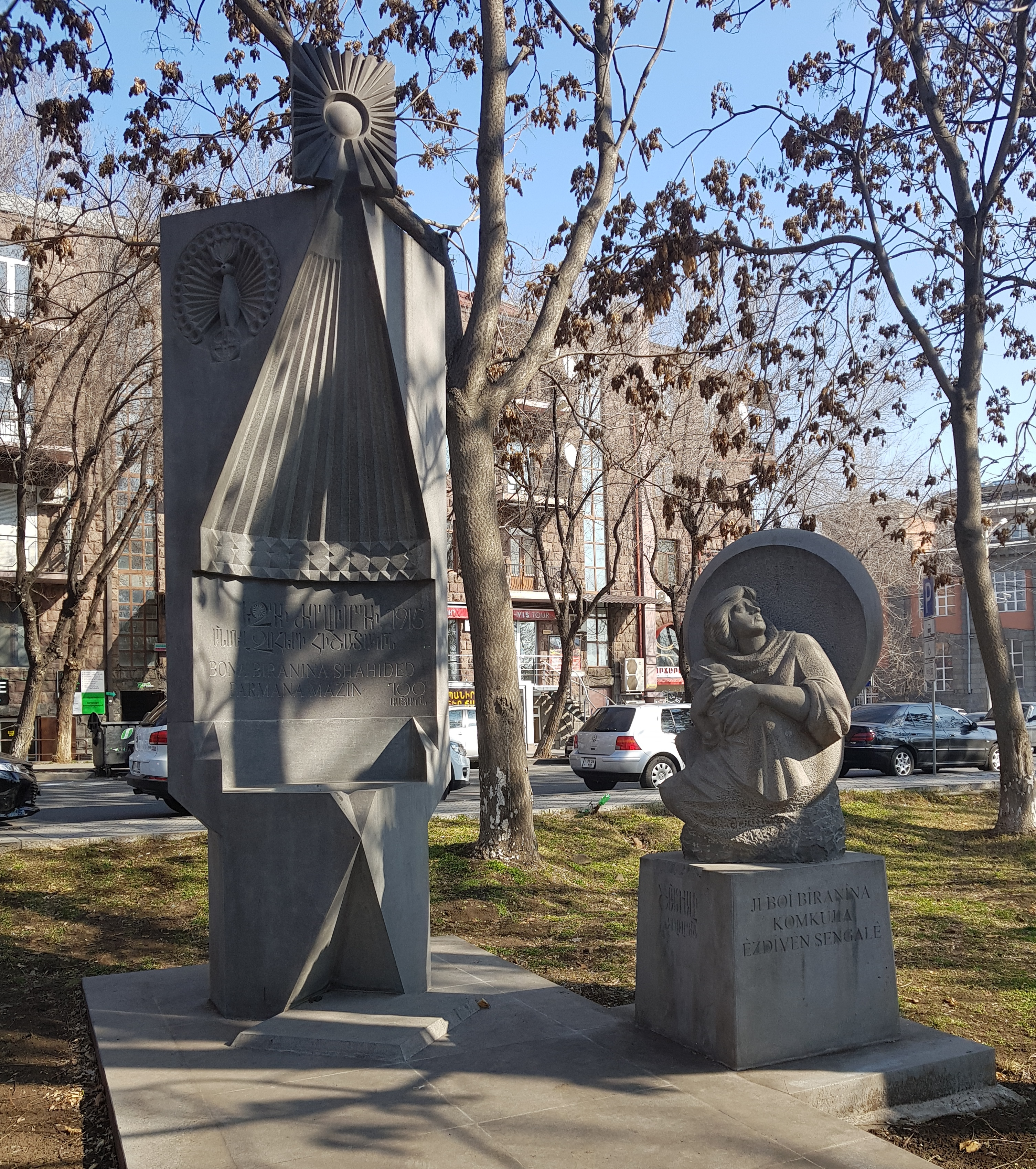
Памятник жертвам геноцида езидов в Ираке,Ереван(Армения)

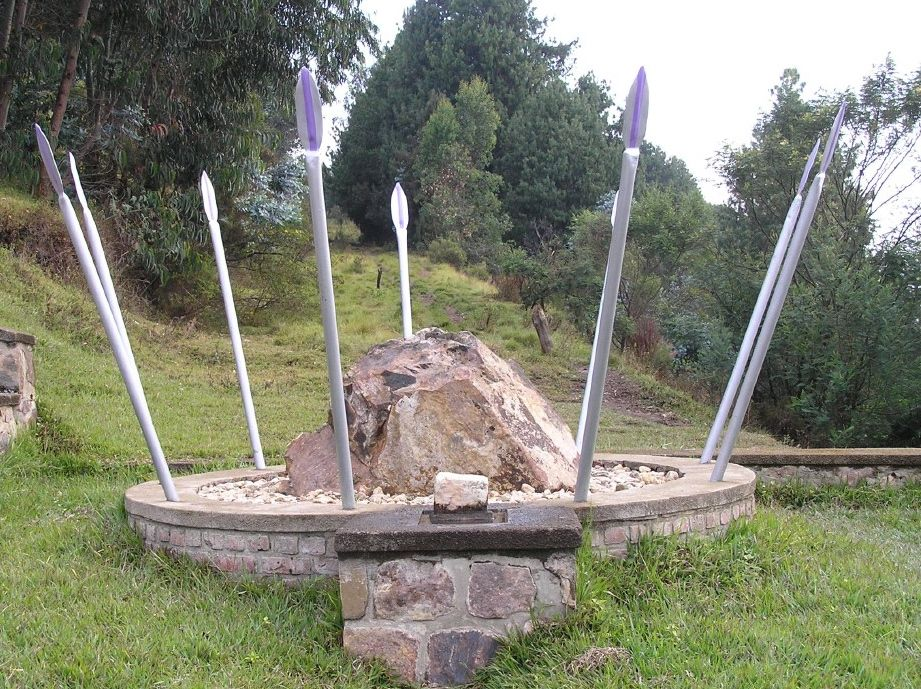
Мемориал жертвам геноцида тутси в Руанде 1994 года в Бисесеро

### Предупреждение и предотвращение геноцида
В настоящее время он развивает несколько программ по исследованию конфликтов, в которых существует высокий риск геноцида, а также по противодействию различным проявлениям групповой ненависти и фобий. Это
(1) угроза геноцида этнических армян со стороны Азербайджана,
(2) угроза геноцида этнических и религиозных меньшинств в Ираке,
(3) угроза геноцида коренных народов по всему миру,
(4) трансфобия как угроза гендерному меньшинству по всему миру,
(5) документирование преступлений геноцидального характера во время вторжения России в Украину,
(6) угроза геноцида в Сомалиденде и документация прошлых преступлений геноцидального характера,
(7) документирование и противодействие расизму по всему миру,
(8) документирование и противодействие расизму и поддержке геноцидальной политики в США.
Институт выпускает предупреждения об угрозе геноцида, обращая внимание на угрожающие процессы, которые остаются незамеченными глобальным обществом. Они называются «Красный флаг угрозы геноцида». С 2021 года Институт выпустил несколько таких аналитических отчётов. Они включают в себя перечисления опасных проявлений «геноцидальной динамики», и краткий анализ тенденций в политике стран, о которых идёт речь. Так, начиная с 17 августа 2022 года выпущен «Красный флаг для Азербайджана» о геноцидальной политике Азербайджана и Турции в отношении армян Нагорного Карабаха и затем 8 дополнений к нему,
«Красный флаг для России» и дополнений к нему, также опубликованы отчёты «Красный флаг» для Индии, Ирана, Турции, Израиля (17 января 2023) и 3 дополнения к нему, Сербии, США, Эфиопии.
Институт публиковал предупреждения о происходящем геноциде (таки как массовые убийства геноцидального характера в Амхарском регионе Эфиопии и геноцидальная блокада Нагорного Карабаха (Арцаха) Азербайджаном.

## Мониторинг и действия по предотвращению дискриминаций

### Армения и Азербайджан. Нагорный Карабах

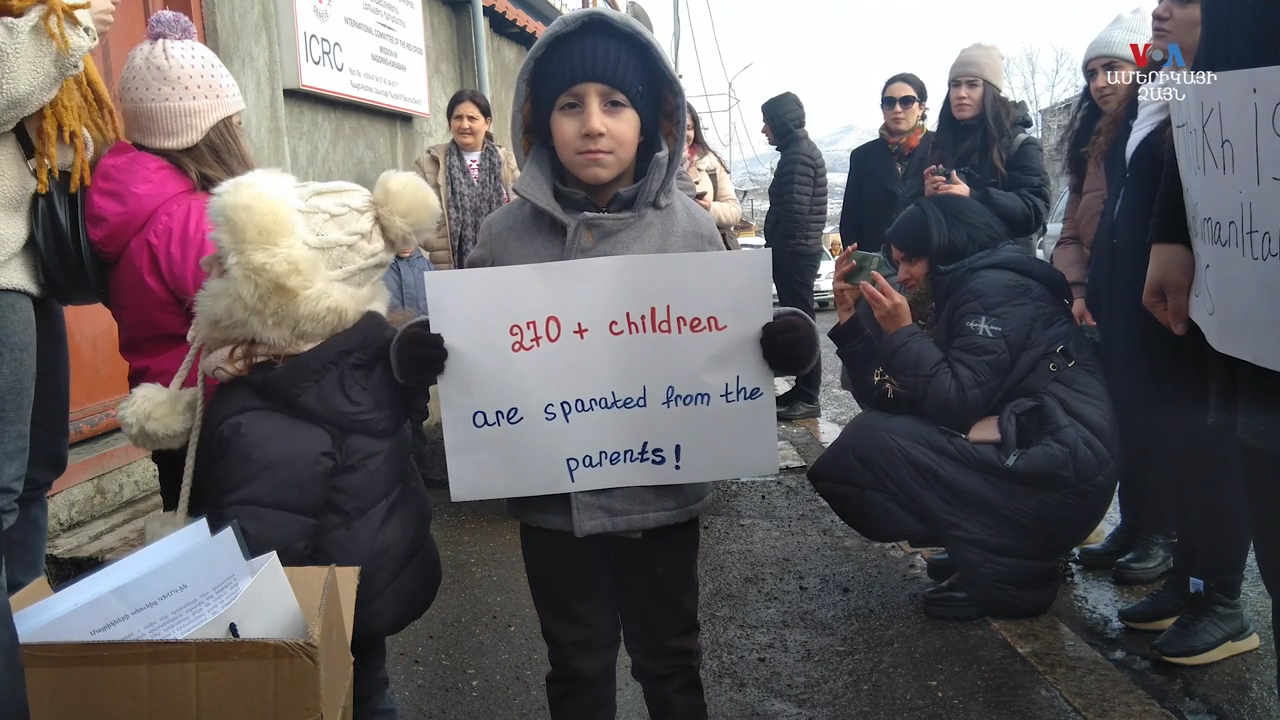
Акция протеста граждан Нагорно-Карабахской республики перед офисом Международного Красного Креста, 29-й день блокады, январь 2023 г.

Особое внимание Институт Лемкина уделяет ситуации в Нагорном Карабахе (Арцахе). В 2022 году он опубликовал предупреждения об угрозе уничтожения населения Арцаха с стороны Азербайджана. В 2023 году он опубликовал два SOS предупреждения, указывая, что армянское население региона находится в критической опасности. В этом же году Институт направил 4 открытых письма Председателю Европейского совета Шарлю Мишелю, Федеральному канцлеру Германии Олафу Шольцу, Президенту Франции Эмманюэлю Макрону и Государственному секретарю США Энтони Блинкену, требуя немедленного вмешательства и срочного изменения политики по отношению к Азербайджану. В опубликованном 5 сентября отчёте «Факторы риска и индикаторы опасности геноцида: применение подхода ООН к анализу преступлений человечества в конфликте в Нагорном Карабахе» выделены 6 факторов риска и даны рекомендации для предотвращения преступления геноцида:
- Публичное признание угрозы геноцида, прямо следующей из заявлений президента Ильхама Алиева и действий его режима;
- Требование немедленного прекращения блокады и открытия Лачинского коридора;
- Немедленный гуманитарный воздушный мост, связывающий граждан Арцаха, пока не урегулирован вопрос с блокадой;
- Активное вмешательство для предотвращения вооруженной атаки Азербайджана и последующей резни;
- Создание международных механизмов расследования и документирования ситуации в Арцахе;
- Использование всех дипломатических инструментов, включая санкции, прекращение международной помощи для давления на алиевский режим;
- Давление на Азербайджан с целью прекращения всех угроз народу Арцаха и Армении и создания национального механизма предотвращения преступления геноцида;
- Поддержка армян Арцаха экономической и гуманитарной помощью, особенно в направлении восстановления уничтоженной инфраструктуры, строительства институтов и демократического управления, а также усиление сектора безопасности Арцаха;
- Поощрение реформ в Азербайджане в сферах образования и безопасности, наиболее пораженных геноцидальными намерениями;
- Поддержка долгосрочной линии на самоопределение народа Арцаха как реализацию базового принципа меджународного права, а также права народа Арцаха на собственное государство, существующее уже более 30 лет;
- Создание платформы для переходного правосудия, наказания преступников и создание условий долгосрочного мира.

### Украина
«Институтом Лемкина» в сотрудничестве с региональным центром по правам человека был подан коллективный иск в международный уголовный суд в связи с вывозом украинских детей в Россию.

### Бангладеш
В 1971 году, в период войны за независимость Бангладеша вооруженные силы Пакистана в рамках операции операции «Прожектор», подвергли истреблению сотни тысяч бенгальцев в Бангладеше. Несмотря на наличие множества документов и большого количества доказательств подтверждающих имевших место преступлений на расовой и религиозной почве, юридическая оценка этой резни еще не получила полного международного признания. Институт Лемкина стал одной из немногих авторитетных организаций, который охарактеризовал события в Бангладеше как геноцид. По сообщению бангладешского профессора Прадип Кумар Дутта, по состоянию на конец марта 2024 года, геноцид бенгальцев в Бангладеше, признали четыре известных международных организации, работающих в сфере изучения и предотвращения геноцидов по всему миру. «Институт Лемкина» стал одной из этих организаций. Другими же были «Genocide Watch», «Международная ассоциация мест совести» и «Международная ассоциация исследователей геноцида».

### Израиль
«Институт Лемкина» в течение трех месяцев призывал «Международный уголовный суд» предъявить обвинение премьер-министру Израиля в геноцидальных действиях его правительства. Кроме этого эксперты института отвергли юридические аргументы Израиля в защиты своих действий в Газе.

### Гендерное равенство
В верхней палате парламента Великобритании (палате лордов) лорд Дэвид Джон Маклин Бленкатра отправил письменный запрос правительству по поводу его реакции на деятельность сети a:gender в правительственных ведомствах, включая поддержку с её стороны заявления «Института Лемкина» от 22 ноября 2022 года, в котором гендерно-критическое движение описывается как "фашистское" и "геноцидальное".

### Положение каракалпаков в Узбекистане
На Форуме Организации Объединенных Наций по вопросам меньшинств «Институтом Лемкина» был озвучен доклад о положении положении каракалпаков в Узбекистане. Специалисты института обратили внимание собравшихся ученных на нарушение прав меньшинств в Узбекистане, где уделили особое внимание каракалпакскому народу. В докладе говорилось о преследовании последних. Эти преследования были расценены «Институтом Лемкина» как медленный — или структурный — геноцид, который направлен на значительное уничтожение каракалпакской группы и идентичности, одновременно способствуя росту узбекской группы и идентичности.

### Эфиопия. Конфликт в Амхаре
23 сентября 2023 года «Институт Лемкина по предотвращению геноцида» выпустил тревожный сигнал, охарактеризовав массовые похищения и задержания амхаров как потенциальное свидетельство надвигающегося геноцида.

## Оценки
Турецкий «Центр евразийских исследований» в заявлении от 14 июня 2023 года назвал открытое письмо Института Лемкина государственному департаменту США  «выражением предубеждённости и односторонности», указывая на замалчивание Институтом факта этнической чистки азербайджанского населения в период Первой Карабахской Войны .
Заместитель председателя Национального Собрания Армении подозревал Институт Лемкина в связях с армянской оппозицией.
Депутат Арусяк Джулакян от правящей партии «Гражданский договор» оценила заявление Института Лемкина  о выступлении Премьер-министра Армении Никола Пашиняна в день памяти жертв Геноцида армян 24 апреля 2024 года как «грубое и недопустимое вмешательство» во внутренние дела и политическую жизнь Армении. Парламентарий добавила, что ни Премьер-министр, ни какой-либо другой чиновник никогда не отрицали Геноцид. По словам Джулакян, заявление Института Лемкина содержит произвольные интерпретации, возникшие в офисе партии «Дашнакцутюн». «Оценка внешней политики Армении выходит далеко за рамки полномочий научно-исследовательского института» 
Марко Респинти (Marco Respinti), итальянский журналист, старший научный сотрудник «Культурного центра Рассела Кирка», член Консультативного совета Европейской федерации свободы вероисповедания, лауреат премии «посол мира» и главный редактор академического издания «Журнала CESNUR» и «Горькая зима: журнал о религиозной свободе и правах человека», называет «Институт Лемкина» авторитетной организацией.
По мнению профессора кафедры социологии Университета Роуэн Дженнифер Рич (Jennifer Rich), являющейся исполнительным директором Центра изучения Холокоста, геноцида и прав человека, а также директором программы магистратуры по образованию в области Холокоста и Геноцида, «Институт Лемкина» является одной из пяти организаций, занимающихся предотвращением геноцида и массовых злодеяний по всему миру.
Известный юрист и доктор права, первый прокурор Международного уголовного суда Луис Морено Окампо в своей статье «Геноцид армян в 2023 году», посвященной квалификации событий в Нагорном-Карабах (в частности блокады оного) как геноцида армянского населения, назвал «Институт Лемкина» специализированным институтом по изучению геноцидов и их предотвращению.
Бангладешский профессор Прадип Кумар Дутта отметил, что институт является известной международной организацией, работающей в сфере изучения и предотвращения геноцидов по всему миру.
Американский журналист и обозреватель «Guardian» Мустафа Баюми, в посвященной войне в Газе колонке отмечает, что Институт Лемкина демонстрирует ту моральную ясность, которую мы должны требовать от наших лидеров.